# Cyrtandra pandurata
Cyrtandra pandurata är en tvåhjärtbladig växtart som beskrevs av Ridley. Cyrtandra pandurata ingår i släktet Cyrtandra och familjen Gesneriaceae. Inga underarter finns listade i Catalogue of Life.